# Raif Badawi
Raif Badawi (ur. 13 stycznia 1984) – saudyjski pisarz, bloger i aktywista.

## Życiorys
W 2002 poślubił Haidar Ensaf, z którą ma trójkę dzieci: Terada, Najwa i Miriam. Jego żona i dzieci uzyskały azyl w prowincji Quebec w Kanadzie. Badawi założył portal Free Saudi Liberals, forum internetowe na temat religii i polityki. Za swoją działalność był nominowany do Pokojowej Nagrody Nobla.

## Areszt i procesy sądowe
Został aresztowany w 2012, postawiono mu zarzut apostazji i obrazy islamu i rok później sąd skazał go na karę 7 lat pozbawienia wolności i 600 batów, a w 2014 na 10 lat pozbawienia wolności i 1000 batów. Pierwsza kara 50 batów została wykonana na oczach tłumu. 9 stycznia 2015 karę wstrzymano pod wpływem sprzeciwu międzynarodowej opinii publicznej i jego złego stanu zdrowia. W październiku 2015 został uhonorowany Nagrodą Sacharowa.